# Odkrycie Ameryki

Podróże Krzysztofa Kolumba w latach 1492–1504

Odkrycie Ameryki – popularne określenie faktu dotarcia Krzysztofa Kolumba do tego kontynentu, w 1492 r. W rzeczywistości pierwszymi ludźmi, którzy dotarli do kontynentu amerykańskiego, byli mongoloidalni (tj. rasy żółtej) członkowie społeczności łowieckich, przybyłych z Azji przez Beringię w czasie zlodowacenia, między 40 000 a 17 000 lat temu. Za pierwszego przedstawiciela cywilizacji europejskiej, który dotarł do Ameryki, uznaje się wikinga Leifa Erikssona (na początku XI w.).

## Historia
Udoskonalenia dokonane w pierwszej połowie XV w. w budowie statków (karawela) i nawigacji morskiej (np. wynalezienie busoli magnetycznej, usprawnienie astrolabium do ustalania szerokości geograficznej) zwiększyły znacznie zasięg i możliwości transportowe żeglugi morskiej. Rozpoczęła się era podróży oceanicznych do coraz dalszych krajów i lądów, dotąd Europejczykom nieznanych. Pionierską rolę w tej dziedzinie w XV w. odegrały zwłaszcza Portugalia i Hiszpania. Władcy obu iberyjskich krajów organizowali i współfinansowali dalekomorskie ekspedycje w nadziei i z zamiarem opanowania nowych terytoriów dla gospodarczego ich wykorzystania.
Jednym z wielkich celów, rozpalających wyobraźnię ówczesnych ludzi, było dotarcie do Indii, by uzyskać tam cenne przyprawy korzenne, głównie pieprz, goździki i wanilię oraz szlachetne metale. Takim celem kierował się podróżnik portugalski Bartolomeu Dias, który w 1488 r., jako pierwszy Europejczyk, dotarł na swej karaweli na Ocean Indyjski, opływając Przylądek Dobrej Nadziei na południowym skraju kontynentu afrykańskiego. Dziesięć lat później, w 1498 r., kolejna wyprawa czterech statków portugalskich, kierowana przez Vasco da Gamę, opłynąwszy Afrykę, jako pierwsza wyprawa europejska dotarła do południowych wybrzeży Półwyspu Indyjskiego.

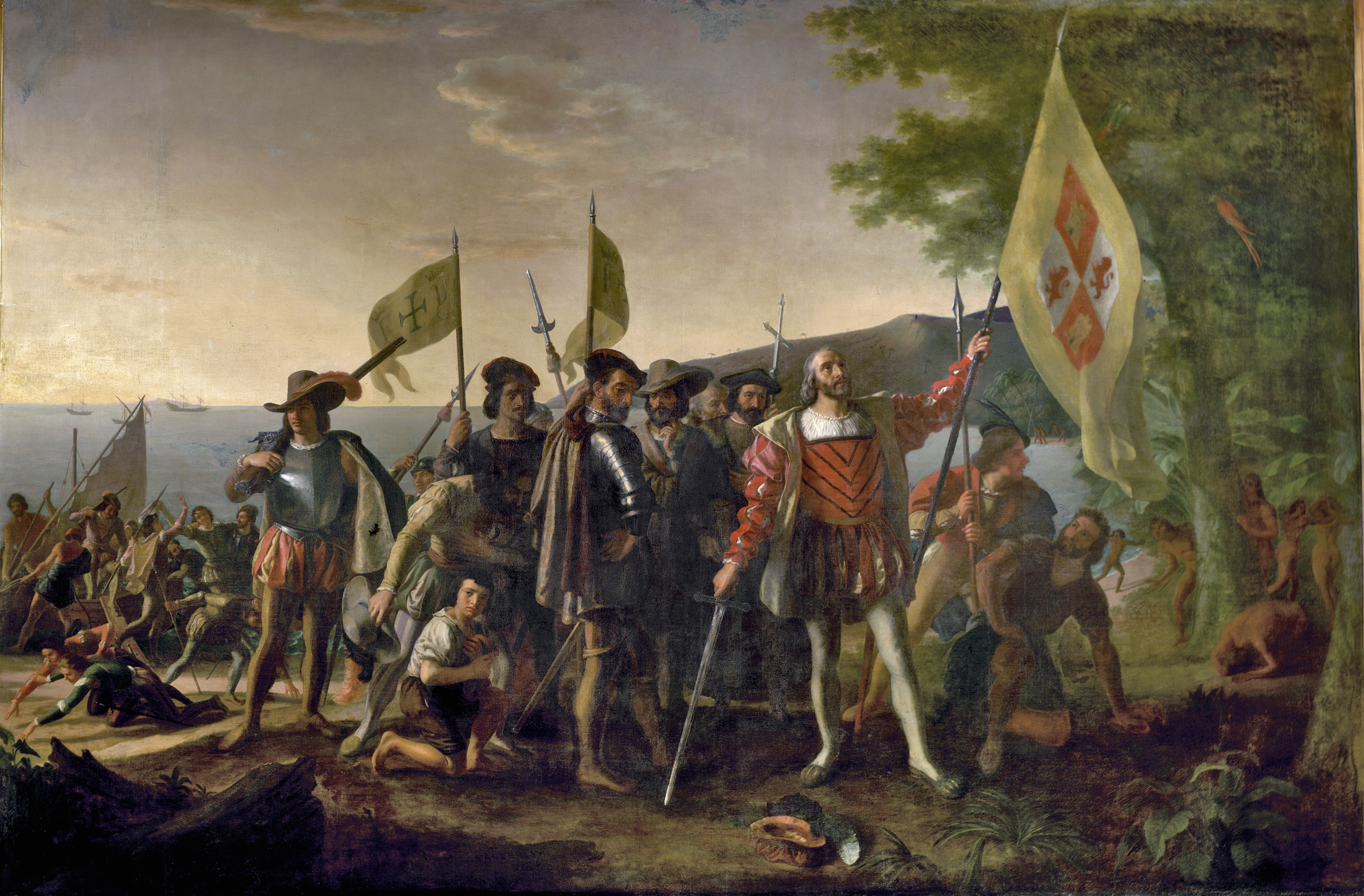
12 października Krzysztof Kolumb wylądował na wyspie San Salvador

Zadanie dotarcia do Indii postawił przed sobą żeglarz genueński Krzysztof Kolumb, lecz zamierzał on płynąć przez Ocean Atlantycki w kierunku zachodnim. Przyjął bowiem w oparciu o dzieło greckiego geografa Ptolemeusza, udostępnione mu m.in. przez brata Bartolomeo, posiadającego w Lizbonie drukarnię map, że Ziemia jest kulista. Po wielu latach zabiegów udało mu się przekonać hiszpańską królową Izabelę Kastylijską do sfinansowania jego idei i 3 sierpnia 1492 r. poprowadził on ekspedycję trzech starannie przygotowanych i zaopatrzonych karawel w dziewiczy rejs przez Atlantyk.
12 października trzy statki, z flagową „Santa Marią” na czele, dotarły do brzegów wyspy San Salvador w archipelagu Bahamów, którą uznano za jedną z wysp japońskich. Po opłynięciu kilku innych wysp, w tym Kuby i Haiti w archipelagu Wielkich Antyli, Kolumb powrócił do Hiszpanii i został przyjęty z gorącym entuzjazmem w Barcelonie. Zorganizował potem jeszcze trzy dalsze podróże ekspedycyjne. Dwie ostatnie dotarły do wybrzeży Wenezueli oraz Hondurasu i Panamy, które według odkrywców miały być kontynentem azjatyckim. Dopiero podróżujący do Ameryki Południowej 20 lat później żeglarz florencki Amerigo Vespucci stwierdził jako pierwszy, że odkryte przez Kolumba lądy to nie Japonia i inne części Azji, lecz nowy, nieznany dotąd kontynent. Nazwano go od jego imienia Ameryką.

## Dyskusja terminologiczna

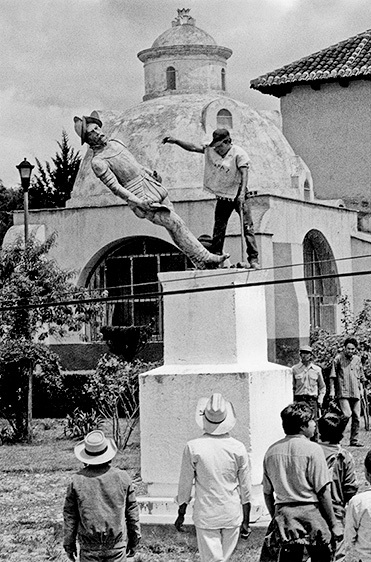
Burzenie pomnika hiszpańskiego konkwistadora Diega de Mazariegosa w San Cristóbal de las Casas w Meksyku 12 października 1992 r.

Określenie "odkrycie Ameryki" jest dzisiaj przedmiotem krytyki w wielu środowiskach. Krytycy pojęcia zarzucają mu, że nie da się odkryć miejsca, w którym mieszkają inni ludzie. Zaznaczają, że słowo "odkrycie" w odniesieniu do Ameryki jest europocentryczne – ujmuje tylko perspektywę jednej ze stron, Europejczyków.
Chociaż pierwsze głosy krytyczne pojawiały się już wcześniej (m.in. w 1958 r. meksykański filozof i historyk Edmundo O'Gorman wydał książkę Wynalezienie Ameryki, a w 1977 r. na Międzynarodowej Konferencji ONZ zaproponowano, by Dzień Kolumba zastąpić Dniem Ludności Rdzennej), to dyskusja nad użyciem tego terminu na dobre rozgorzała w 1992 r., czyli w pięćsetną rocznicę przybycia Kolumba na ziemie dzisiaj nazywane Ameryką. W poszczególnych krajach amerykańskich wybuchały protesty sprzeciwiające się hucznym obchodom rocznicy planowanym przez władze. Niszczono wówczas m.in. pomniki przedstawiające Krzysztofa Kolumba i innych konkwistadorów, co zresztą jest popularną praktyką do dzisiaj podczas protestów na 12 października.
Krytycy terminu "odkrycie Ameryki" wolą niedyskryminujące i nieoskarżające określenie “spotkanie dwóch światów” – bywa jednak ono krytykowane za umniejszanie krzywd wyrządzonych podczas konkwisty oraz kolonizacji. Dlatego wolą, by nazywać to wydarzenie "najazdem" albo po prostu "konkwistą". Inni, jak np. kolumbijski pisarz Germán de Arciniegas, nazywają to wydarzenie nie "odkryciem", a "zakryciem" Ameryki, tłumacząc, że konkwista i europejska kolonizacja doprowadziły do zniszczenia kultury rdzennych mieszkańców Ameryki.

## Znaczenie gospodarcze

### Żywność
W Ameryce Europejczycy zetknęli się z wieloma nowymi roślinami użytkowymi (m.in. warzywami i owocami), takimi jak: kukurydza, pomidor, fasola, papryka, ziemniak, orzech ziemny, awokado, papaja, ananas, agawa, kakao, wanilia, chili, batat, gwajawa, marakuja i czerymoja.